# Микуличі Перші
Микуличі Перші (Микуличі) – колишнє село на території сучасного села П'ятидні Володимирського району Волинської області.
Найдавніша писемна згадка про село – 1583 рік. Поселення було частиною маєтностей володимирського єпископа.
Наприкінці XIX століття у селі було 72 будинки та 228 мешканців. Належало до Вербської волості Володимирського повіту Волинської губернії.
У 1920-1930-х рр. входила до гміни Хотячів.
У радянський час отримало назву Микуличі Перші для відрізнення від села Микуличі на схід від Володимира. Згодом село приєднане до села П'ятидні.